# Municipio de Chest (condado de Clearfield)
El municipio de Chest (en inglés: Chest Township) es un municipio ubicado en el condado de Clearfield en el estado estadounidense de Pensilvania. En el año 2000 tenía una población de 547 habitantes y una densidad poblacional de 5.9 personas por km².

## Geografía
El municipio de Chest se encuentra ubicado en las coordenadas 40°44′40″N 78°36′59″O / 40.74444, -78.61639.

## Demografía
Según la Oficina del Censo en 2000 los ingresos medios por hogar en la localidad eran de $26,442 y los ingresos medios por familia eran de $27,500. Los hombres tenían unos ingresos medios de $24,500 frente a los $14,464 para las mujeres. La renta per cápita de la localidad era de $10,760. Alrededor del 23,2% de la población estaba por debajo del umbral de pobreza.